# Адміністративний устрій Звенигородського району
Адміністративний устрій Звенигородського району — адміністративно-територіальний поділ Звенигородського району Черкаської області на 2 сільські громади, 1 міську та 19 сільських рад, які об'єднують 40 населених пунктів та підпорядковані Звенигородській районній раді. Адміністративний центр — місто Звенигородка.

## Список громадЗвенигородського району
- Водяницька сільська громада
- Шевченківська сільська громада

## Список радЗвенигородського району
| №  | Назва                        | Центр           | Населені пункти                               | Площа км² | Місце за площею | Населення (2001), чол. | Місце за населенням |
| -- | ---------------------------- | --------------- | --------------------------------------------- | --------- | --------------- | ---------------------- | ------------------- |
| 1  | Звенигородська міська рада   | м. Звенигородка | м. Звенигородка                               | 20,80     |                 | 19841                  | 1                   |
| 2  | Багачівська сільська рада    | с. Багачівка    | с. Багачівка с. Михайлівка с. Павлівка        |           |                 | 1108                   | 13                  |
| 3  | Боровиківська сільська рада  | с. Боровикове   | с. Боровикове с-ще Юркове                     |           |                 | 637                    | 24                  |
| 4  | Вільховецька сільська рада   | с. Вільховець   | с. Вільховець                                 |           |                 | 3048                   | 2                   |
| 5  | Гудзівська сільська рада     | с. Гудзівка     | с. Гудзівка                                   |           |                 | 788                    | 18                  |
| 6  | Гусаківська сільська рада    | с. Гусакове     | с. Гусакове                                   |           |                 | 661                    | 23                  |
| 7  | Княжицька сільська рада      | с. Княжа        | с. Княжа                                      |           |                 | 1522                   | 8                   |
| 8  | Козацька сільська рада       | с. Козацьке     | с. Козацьке                                   |           |                 | 1853                   | 7                   |
| 9  | Мизинівська сільська рада    | с. Мизинівка    | с. Мизинівка с-ще Олександрівка с. Стара Буда |           |                 | 558                    | 27                  |
| 10 | Моринська сільська рада      | с. Моринці      | с. Моринці с. Гнилець                         |           |                 | 2300                   | 5                   |
| 11 | Неморозька сільська рада     | с. Неморож      | с. Неморож с. Мурзинці                        |           |                 | 1126                   | 11                  |
| 12 | Озірнянська сільська рада    | с. Озірна       | с. Озірна                                     |           |                 | 1209                   | 10                  |
| 13 | Рижанівська сільська рада    | с. Рижанівка    | с. Рижанівка                                  |           |                 | 967                    | 16                  |
| 14 | Ризинська сільська рада      | с. Ризине       | с. Ризине                                     |           |                 | 1093                   | 14                  |
| 15 | Стебнівська сільська рада    | с. Стебне       | с. Стебне                                     |           |                 | 1485                   | 9                   |
| 16 | Стецівська сільська рада     | с. Стецівка     | с. Стецівка                                   |           |                 | 1953                   | 6                   |
| 17 | Хлипнівська сільська рада    | с. Хлипнівка    | с. Хлипнівка с. Майданівка                    |           |                 | 906                    | 17                  |
| 18 | Чемериська сільська рада     | с. Чемериське   | с. Чемериське с. Барвінок                     |           |                 | 296                    | 28                  |
| 19 | Чичиркозівська сільська рада | с. Чичиркозівка | с. Чичиркозівка                               |           |                 | 674                    | 22                  |
| 20 | Юрківська сільська рада      | с. Юрківка      | с. Юрківка                                    |           |                 | 3023                   | 4                   |

* Примітки: м. — місто, с-ще — селище, смт — селище міського типу, с. — село